# Kaschmir-Bienen-Virus
Das Kaschmir-Bienen-Virus (kurz auch Kaschmir-Virus, offiziell Kashmir bee virus, KBV; Spezies Aparavirus kashmirense), ist ein Virus, das verschiedene Bienenarten befällt und mit dem Auftreten von Bienensterben in Zusammenhang gebracht wird.

## Merkmale
KBV ist serologisch dem nah verwandten Akuten-Paralyse-Virus (APV; Spezies Aparavirus apisacutum) aus derselben Virengattung sehr ähnlich. Seine Genomsequenz wurde 2004 veröffentlicht. Das Genom besteht aus einzelsträngiger RNA in positiver Polarität mit einer Länge von 9506 Nukleotiden. Es enthält zwei Open Reading Frames (ORFs). Das erste und größere ORF folgt auf eine 608 Nukleotide lange nicht-transkribierte Region (NTR). Es kodiert für ein Polyprotein, das drei Helikase-Domänen, eine 3C-Protease-Domäne und acht RNA-Polymerasedomänen umfasst. Das zweite ORF folgt auf eine, im Vergleich zum APV, relative lange intergenische Sequenz und kodiert für ein strukturelles Polyprotein mit zwei Kapsidproteindomänen. Das 3'-Ende des Genoms ist polyadenyliert.

## Wirtsspektrum und Symptome
Das Kaschmir-Bienen-Virus wurde 1974 zuerst aus der Östlichen Honigbiene (Apis cerana) isoliert, befällt aber auch die Westliche Honigbiene (Apis mellifera) und andere Hautflügler wie verschiedene Hummelarten (Bombus) und die Deutsche Wespe (Vespula germanica). In den genannten Arten kommt das Virus in natürlichen Populationen auf verschiedenen Kontinenten vor.
KBV kann häufig zusammen mit verwandten Viren nachgewiesen werden. Alleine ist die Infektion mit KBV gewöhnlich symptomfrei, beim Hinzukommen anderer Stressfaktoren kann sie aber tödlich verlaufen.